# Panghwa (stacja kolejowa)
Panghwa (kor. 방화역, Panghwa-yŏk) – stacja kolejowa w centralnej części Korei Północnej, stanowiąca fragment najdłuższej w kraju, 819-kilometrowej linii P’yŏngna, łączącej Pjongjang oraz specjalną strefę ekonomiczną Rasŏn. Stacja znajduje się w administracyjnych granicach powiatu Kowŏn (prowincja Hamgyŏng Południowy).